# Fourchette piercing

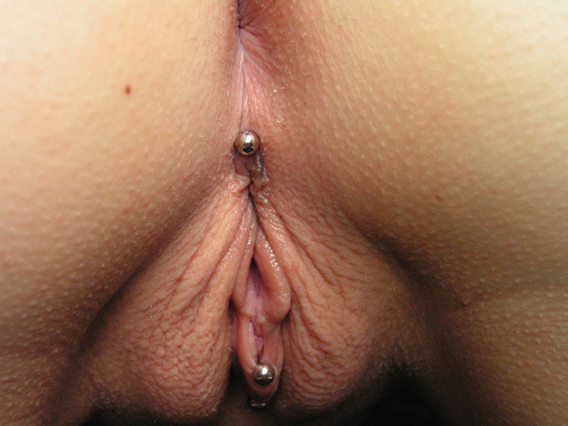
Fourchette piercing acima.

O fourchette piercing ("garfinho" em francês) é um tipo de piercing genital feminino, é feito através de uma perfuração na borda traseira da vulva, muitas mulheres não tem a quantidade suficiente de pele na área, por isso não são todas que podem fazer esse tipo de piercing, pode ser facilmente colocado, dependendo da anatomia da região.
Esse tipo de piercing é semelhante ao guiche piercing e não deve ser feito pelo tecido vaginal sob risco de rejeição, o tempo de recuperação é relativamente baixo, entre 4 a 6 semanas, contudo a região oferece risco de infecção e deve ser constantemente higienizada, esse tipo de piercing também não tem popularidade porque apresenta altos índices de incômodo.